# Isu (Nigéria)
Isu é uma área de governo local no Imo (estado) de Nigéria.
Sua sede está na cidade de Umundugba. Outras comunidades são Amandugba, Ekwe, Uburu Ekwe, Isunjaba, Amurie Omanze, Ebenator Ekwe e Oboro Amurie.
O nome vem das pessoas Isus, um subgrupo de pessoas ibos.
Amandugba e vizinhos Umundugba costumavam ser uma vila.
Ambas as comunidades sofreram um abastecimento de água não confiável de córregos e riachos que muitas vezes se secam, e que são criadouros para mosquitos portadores de malária e fontes de doenças como cólera, diarréia, disenteria, verme da Guiné, verme de fita e cegueira noturna. Um projeto recente por Africa We Care, Uma instituição de caridade, começou a desenvolver uma oferta baseada em um furo (buraco).
Instituto Missionário de Imagem de Deus (MIGI) Escola de Alemão. Esta escola está localizada em Amurie Omanze, na área do governo local de Isu. A MIGI German Language School tem o reconhecimento do Ministério do Estado da Educação Terciária de Imo. A língua alemã está sendo ensinada lá para estudantes que gostariam de estudar na Alemanha, os casais que gostariam de se juntar ao seu marido ou esposa na Alemanha, turistas e aqueles que têm amor por uma segunda língua.